# Riválisok 3. – Nincs visszaút
A Riválisok 3. – Nincs visszaút (Best of the Best 3: No Turning Back) 1995-ös amerikai harcművész-akciófilm, melyet a film főszereplője, Phillip Rhee rendezett.
További szerepekben Christopher McDonald, Gina Gershon, Dee Wallace és R. Lee Ermey látható. A film az 1993-as Halálos riválisok folytatása, de az abban szereplő színészek közül csupán Phillip Rhee tér vissza és a harmadik rész cselekménye is teljesen független elődjétől. 1998-ban még egy utolsó folytatás készült, Riválisok 4. – Figyelmeztetés nélkül címmel, szintén Rhee főszereplésével.

## Cselekmény
A film helyszíne egy Liberty nevű kisváros, melynek lakosait neonácik egy csoportja terrorizálja, meggyilkolva az ellenük újságcikkeket író afroamerikai lelkészt és felgyújtva a templomot. Tommy Lee (Phillip Rhee) meglátogatja a városban élő húgát és annak férjét, Jack Banninget (Christopher McDonald), a helyi seriffet, aki felvilágosítja a történtekről. Tommy hamarosan találkozik a neonácik vezetőjével, Donnie Hansennel (Mark Rolston) és konfliktusba keverednek; először egy kávézóban zaklatják az ázsiai férfit, majd testvérét és annak gyermekeit az autójukban megtámadják. Később egy karneválon a neonácik zaklatni kezdik a tanárnő Margót (Gina Gershon). Tommy a segítségére siet és egy verekedésben legyőzi a támadókat. Bár viszonyuk eleinte nem felhőtlen, nemsokára romantikus kapcsolatba kerülnek egymással.
Időközben a városban gyűlést tartanak, hogy eladjanak-e egy földterületet a neonáciknak. Margo és Tommy csatlakozik a városlakókhoz és meggyőzik a tanácsot, hogy utasítsák vissza a földvásárlási kérelmet. Ez az jelenti, hogy a neonáciknak el kell hagyniuk a települést.
Vereségük után a neonácik felfegyverkeznek és támadást indítanak Tommy családja ellen. Miután Tommy megmenti Margót a megerőszakolástól, hazatérve azt látja, hogy testvérét megverték és gyermekeit elrabolták. Sógorával, a seriffel együtt Tommy saját kezébe veszi az ügyet és behatol a banda fegyveresek által védett bázisára, ahol a gyermekeket fogságban tartják. Egy hosszú küzdelem után Tommy párviadalban győzi le Hansent, de nem hajlandó végezni a férfival, hiszen a gyűlölet nem megoldás. Hansen orvul rátámad és le akarja lőni, de egy helyi tizenéves, Owen Tucker előbb öli meg korábbi vezetőjét. A városba visszatér a béke, a film legvégén a meggyilkolt lelkipásztor gyermeke a Bibliából olvas fel az újjáépítés előtt álló templomnál.

## Szereplők
| Színész              | Szerep              | Magyar hang             | Magyar hang        |
| Színész              | Szerep              | 1. magyar változat      | 2. magyar változat |
| -------------------- | ------------------- | ----------------------- | ------------------ |
| Phillip Rhee         | Tommy Lee           | Reisenbüchler Sándor    | Gesztesi Károly    |
| Christopher McDonald | Jack Banning seriff | Rosta Sándor            | Czvetkó Sándor     |
| Gina Gershon         | Margo Preston       | Prókai Annamária        | N/A                |
| Mark Rolston         | Donnie Hansen       | Barbinek Péter[forrás?] | Stohl András       |
| Peter Simmons        | Owen Tucker         | N/A                     | Hamvas Dániel      |
| Cristina Lawson      | Karen Banning       | Náray Erika             | N/A                |
| Dee Wallace          | Georgia             | Jani Ildikó             | N/A                |
| Michael Bailey Smith | Tiny                | N/A                     | N/A                |
| R. Lee Ermey         | Brian tiszteletes   | Várkonyi András         | N/A                |